# Korona Warszawa
Korona Warszawa – polski klub sportowy z siedzibą w Warszawie. Założony w roku 1909 w ramach Warszawskiego Koła Sportowego, co czyni go najstarszym klubem piłkarskim w stolicy. W roku 1922 miała miejsce fuzja z Legią Warszawa. Klub reaktywowano w roku 1924 jako sekcję piłkarską Warszawskiego Towarzystwa Cyklistów (WTC).

## Sezony
| Sezon | Rozgrywki ligowe  | Rozgrywki ligowe                  | Rozgrywki ligowe  | Uwagi |
| Sezon | Liga              | Liga                              | Miejsce           | Uwagi |
| ----- | ----------------- | --------------------------------- | ----------------- | --- |
| 1921  | II                | Klasa A (Warszawski OZPN)         | 2/3               | Drugi klub Warszawy po Polonii. |
| 1922  | II                | Klasa A (Warszawski OZPN)         | 3/5               | Trzeci klub Warszawy po Polonii i Warszawiance. Po sezonie fuzja z Legią.                                                                                  |
| 1923  | Klub nie istniał. | Klub nie istniał.                 | Klub nie istniał. | Klub nie istniał. |
| 1924  | III               | Klasa B (Warszawski OZPN; gr. II) | 1/5               | Jako sekcja piłkarska Warszawskiego Towarzystwa Cyklistów. Szósty klub Warszawy po Polonii, Warszawiance, Legii, Varsovii i AZS.                           |
| 1924  | III               | Klasa B (Warszawski OZPN; gr. II) | 1/5               | Awans po barażu. |
| 1925  | Nie rozgrywano.   | Nie rozgrywano.                   | Nie rozgrywano.   | Nie rozgrywano. |
| 1926  | II                | Klasa A (Warszawski OZPN)         | 5/6               | Piąty klub Warszawy po Polonii, Warszawiance, Legii i Varsovii.                                                                                            |
| 1927  | II                | Klasa A (Warszawski OZPN)         | 4/8               | Szósty klub Warszawy po Legii, Polonii, Warszawiance, Skrze i Varsovii (z uwzględnieniem Ligi). Korona była jednym z przeciwników powstania Ligi polskiej. |
| 1928  | II                | Klasa A (Warszawski OZPN)         | 11/11             | Wycofanie z rozgrywek i rozwiązanie klubu. |

W polskich rozgrywkach Korona mierzyła się wyłącznie z klubami warszawskimi (m.in. z Polonią, Warszawianką i Legią) i radomskimi (Radomiakiem i Czarnymi).

## Inne sekcje
Korona posiadała także inne sekcje sportowe, między innymi:
- hokeja na lodzie,
- szermierską,
- lekkoatletyczną (jej reprezentantem był m.in. Stanisław Sośnicki),
- kolarską (jako WTC).

## Reaktywacja (XXI wiek)
W roku 2011 powstało Stowarzyszenie Klub Piłkarski Korona Warszawa, którego celem jest kontynuacja tradycji najstarszego klubu w stolicy. W sezonie 2011/2012 klub rozpoczął udział w rozgrywkach piłki nożnej na najniższym poziomie rozgrywek - klasie B Mazowieckiego Związku Piłki Nożnej. Klub brał udział w rozgrywkach do końca sezonu 2020/2021, najwyżej grając na poziomie klasy A. W sezonie 2021/2022 Korona Warszawa nie przystąpiła do rozgrywek.
| Sezon     | Rozgrywki ligowe | Rozgrywki ligowe           | Rozgrywki ligowe |
| Sezon     | Liga             | Liga                       | Miejsce          |
| --------- | ---------------- | -------------------------- | ---------------- |
| 2011/2012 | VIII             | Klasa B (gr. Warszawa I)   | 5/12             |
| 2012/2013 | VIII             | Klasa B (gr. Warszawa I)   | 8/10             |
| 2013/2014 | VIII             | Klasa B (gr. Warszawa I)   | 4/10             |
| 2014/2015 | VIII             | Klasa B (gr. Warszawa I)   | 3/13             |
| 2015/2016 | VIII             | Klasa B (gr. Warszawa I)   | 2/14             |
| 2016/2017 | VII              | Klasa A (gr. Warszawa III) | 11/15            |
| 2017/2018 | VII              | Klasa A (gr. Warszawa I)   | 7/14             |
| 2018/2019 | VII              | Klasa A (gr. Warszawa I    | 12/14            |
| 2019/2020 | VII              | Klasa A (gr. Warszawa I)   | 9/14             |
| 2020/2021 | VII              | Klasa A (gr. Warszawa I)   | 6/14             |